# Hobgoblin (postać komiksowa)

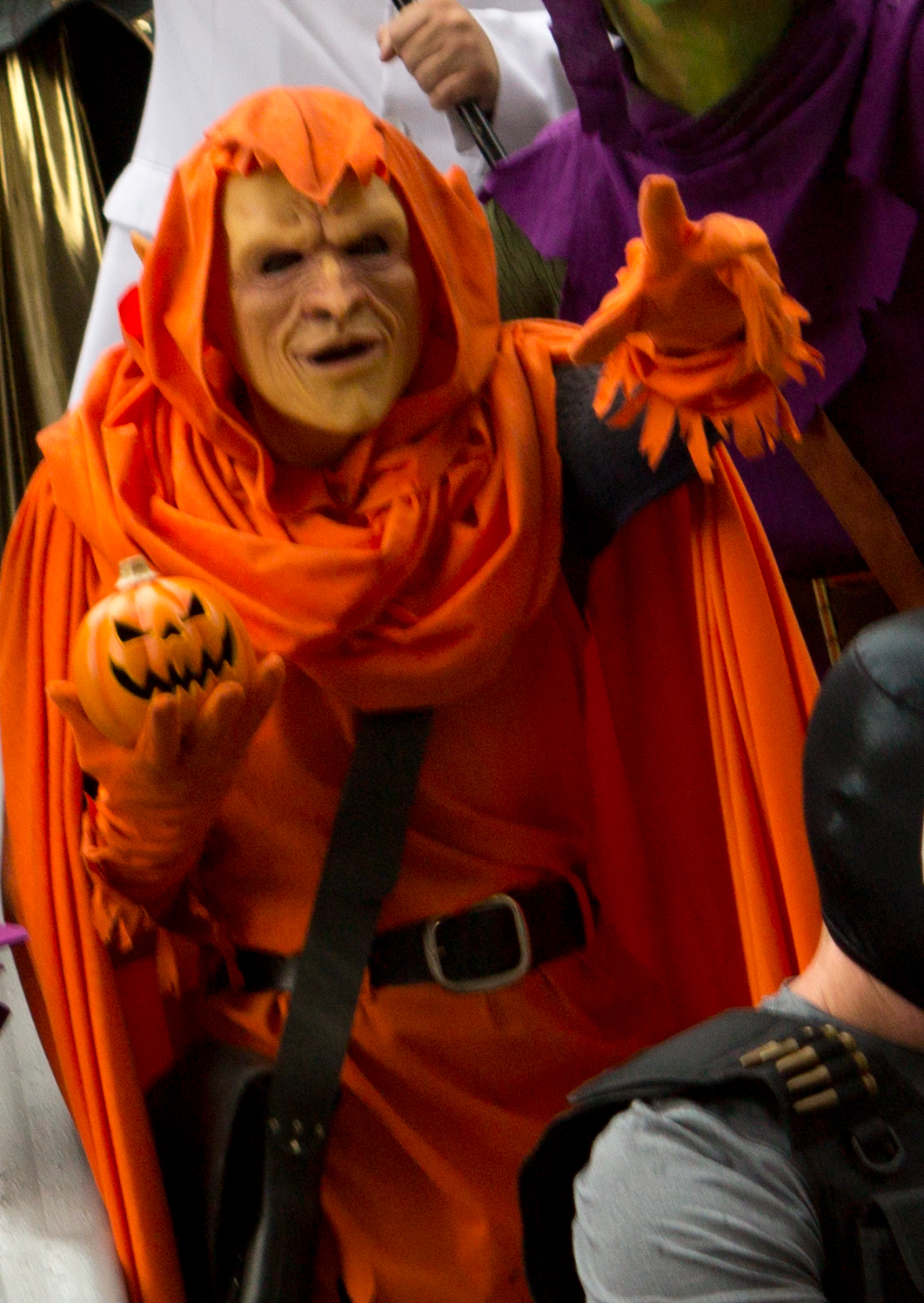
Cosplay Postaci

Hobgoblin – postać z komiksów Marvela stworzona przez Rogera Sterna i Johna Romitę, Jr.
Pierwszy występ Hobgoblina nastąpił w Peter Parker, The Spectacular Spider-Man (vol. 1) #43 (jako Kingsley) oraz w Amazing Spider-Man (vol. 1) #238 (już jako Hobgoblin). Przez wiele lat w postać Hobgoblina wcieliło się wielu ludzi. Jednak tylko trzech z nich zrobiło to całkiem świadomie. Pierwszym Hobgoblinem był Roderick Kingsley, drugim został Jason Macendale. Podobnie jak Green Goblin, Hobgoblin latał na odrzutowych Gliderach oraz używał dynio-bomb.
Od 2010 roku Hobgoblinem w komiksach stał się Phil Ulrich, który zabił Rodericka i porzucił glider dla nowszych technologii. W następnych wydaniach komiksu Phil odkrywa, że zabił jedynie brata Rodericka, a pierwotny Goblin wciąż go ściga. Ostatecznie obu przestępcom udaje się wypracować kompromis – od tej pory Phil oddaje Roderickowi część łupów w zamian za używanie jego sekretnej tożsamości.